# الحب في المنفى (رواية)
الحب في المنفى رواية للأديب بهاء طاهر. صَدرت عن دار الهلال عام 1995 وتقع في 254 صفحة الرواية خيالية ولكن من خلالها ذكر الكاتب عدد من الوقائع الحقيقية، كقصة تعذيب بيدرو ومصرع شقيقه فريدي في تشيلي، وما حدث في عين الحلوة بجنوب لبنان حسب شهادة الممرضة النرويجية (حسب الكاتب فهذه الوقائع حصلت كما هي وهناك نصوص مقتبسة من هذه الشهادات كما هي).

## الأحداث
تدور أحداث الحب في المنفى في بداية الثمانينيات، قبل وبعد الاحتلال الإسرائيلي لبيروت، تحكي بلسان صحفي مصري ناصري في الخمسين من عمره، صدم في ما آلت إليه بلاده بعد رحيل عبد الناصر نفسه، وانتقال البلاد من زعيم إلى قائد. مر بعدة اضطرابات في حياته الزوجية انتهت إلى الطلاق من زوجته منار، سافر بعدها إلى سويسرا حيث عمل مراسلا لصحيفة لم تعد تنشر له أي شيء، لأنه لا يزال مواليا لعبد الناصر!
تستمر أحداث الرواية فيتعرف إلى المرشدة السياحية النمساوية بريجيت ويحبها. ثم يظهر في حياته أمير خليجي ثري يحاول إقناعه بتحرير جريدة ينوي إنشاءها، إلا أنه السارد يكتشف أن هناك نوايا مشبوهة فيبتعد.

## اقتباسات من الرواية
- في ساعة الظهيرة، في فسحة الغداء التي تتخلل يوم العمل الطويل لمن يعملون كنا نجلس معا. نشرب القهوة، تحدثنى عن نفسها وأحدثها عن نفسى، ويقربنا الصمت أكثر عندما نتطلع عبر زجاج المقهى إلى ذلك الجبل المستطيل المتعرج، الرابض على ضفة النهر الأخرى كتمساح طويل الذيل، ولكنى لما بدأت أشتهيها أصبحت ثرثارا. كنت أتحصن وراء جدار الكلمات لكى لا أفتضح، تتدافع كلماتى الفارغة جرارة ومسلية ومتتابعة، مثل شرنقة دودة عراها جنون الغزل فلا تستطيع أن تكف.

لعلى -وكيف الآن أدرى؟- كنت عن غير وعى أغزل من خيوط الكلمات شباكا حولها. وكانت هي تتطلع إلى بعينيها الجميلتين، تتسع العينان وهي تبتسم وتسألنى: من أين تأتى بكل هذا الكلام؟ صنعتى أنا أن أتكلم فكيف تفوقت على؟
ولكنى في تلك الظهيرة لم أستطع، تبعثرت خيوط الكلمات وتمزقت، حلت فجوات طويلة من الصمت كنت أنظر خلالها ساهما إلى النهر. وجلست هي منكبة على فنجان قهوتها الفارغ تديره في الطبق، لا أرى سوى هالة شعرها الكثيف وأنفها البارز المستقيم. وكانت ترفع رأسها فجأة، تنظر إلى حين أسكت وتقول أكمل.. أكمل.. ولكن الكلمات لا تكتمل.
وخارج المقهى سرنا إلى حيث أركن سيارتى.. سآخذها مثل كل يوم حتى باب المكتب الذي تعمل به، أتركها وأتظاهر أنا أيضا أنى ذاهب إلى عمل، ولما وصلنا إلى السيارة قالت أريد أن نمشى قليلا هل لديك مانع؟. مشت بجانبى بطيئة على غير عادتها، ولم نكد نتحرك خطوات حتى توقفت وقالت بصوت حازم: اسمع لا أريد أن أراك بعد اليوم. سامحنى ولكن يحسن ألا نلتقى. أظن أنى أحببتك وأنا لا أريد ذلك. لا أريده بعد كل ما رأيته في هذه الدنيا.
وكنت أعرف ما رأته في هذه الدنيا فسكت لحظة وقلت كما تشائين. وراقبتها وهي تبتعد عنى بخطوات مسرعة، ولكن تلك لم تكن هي البداية.
- الإنسان لا يقرر أن يحب . الإنسان يحب . هذا هو الأمر
- لا أعرف الكثير عن الأسر السعيده، هل تتشابه في أفراحها أم لا ...لكني أعرف ان الشقاء ندبة في الروح إن بدأت في الطفولة فإنها تستمر العمر كله ..أفهم أنه لاتوجد ندبة تشبه أخرى
- إننا نجونا بالحب...فلا تدع العالم يهزمنا لنضيع من جديد
- “أعرف أنك منذ مدة كففت عن أن تقرأ ماكبث أو غيرها. لم تعد تقرأ غير الكتب التي تثبت لك أنك على حق وأن كل الآخرين على خطأ. ولكن احذر يا خالد!.. احذر لأن كل الشرور التي عرفتها في الدنيا خرجت من هذا الكهف المعتم. تبدأ فكرة وتنتهي شرا: أنا على حق ورأيي هو الأفضل. أنا الأفضل إذن فالآخرون على ضلال. أنا الأفضل لأني شعب الله المختار والآخرون أغيار. الأفضل لأني من أبناء الرب المغفورة خطاياهم والآخرون هراطقة. الأفضل لأني شيعي والآخرون سنة أو لأني سني والآخرون شيعة. الأفضل لأني أبيض والآخرون ملونون أو لأني تقدمي والآخرون رجعيون. وهكذا إلي ما لا نهاية. انظر يا خالد إلي ما يدور في الدنيا الآن. انظر إلي تلك الحرب التي لاتريد أن تنتهي بين العراق وإيران وكل طرف فيها على حق ومفاتيح الجنة تُوزع دون حساب والدم ينزف دون حساب. انظر إلي تلك المجزرة في لبنان وشعب الله المختار يستأصل شعبا غير مختار ويقول قائد جيشه "العربي الجيد هو العربي الميت"!.. كل ذلك القتل لأن القاتل دائما هو الأفضل، هو الأرقي، وعجلة المجازر تدور طوال الوقت لتستأصل الآخرين، الأغيار، أعداء الرب، أعداء العقيدة الصحيحة، أعداء الجنس الأبيض، أعداء التقدم.. الأعداء دائما وإلي ما لا نهاية. مع أنه لا توجد في العالم حرب شريفة غير تلك التي تدافع فيها عن بيتك أو عن أهلك أو عن أرضك وكل حرب غيرها فهي قتل جبان